# Unió General de Treballadors Jueus a Polònia
La Unió General de Treballadors Jueus a Polònia (en ídix: אַלגעמײַנער ײדישער אַרבעטער בּונד אין פוילן, en polonés: Ogólno-Żydowski Związek Robotniczy "Bund" w Polsce) va ser un partit socialista jueu de Polònia, representant del Bundisme a la Segona República Polonesa. El partit va promoure l'autonomia política, cultural i social dels treballadors jueus, va intentar combatre l'antisemitisme i s'oposava generalment al sionisme, promovent com alternativa el Doikayt.

## Creació del Bund polonés
El Bund polonés va sorgir de la Unió General de Treballadors jueus a Lituània, Polònia i Rússia de l'antic imperi rus. El Bund tenia estructures de partit establertes entre les comunitats jueves a les zones poloneses de l'imperi rus. Quan Polònia va ser ocupada per l'Imperi Alemany el 1914, el contacte entre els bundistes a Polònia i el centre del partit a Sant Petersburg es va fer difícil. El novembre de 1914, el Comité Central del Bund va nomenar un Comité separat d'Organitzacions del Bund a Polònia per a dirigir el partit a Polònia. Teòricament, els bundistes de Polònia i Rússia eren membres del mateix partit, però a la pràctica els bundistes polonesos operaven com un partit propi. El desembre de 1917 es va formalitzar la divisió, ja que els bundistes polonesos van celebrar una reunió clandestina a Lublin i es van reconstituir com un partit polític separat.

## Escissió comunista
L'abril de 1920 es va celebrar la primera convenció del Bund polonés, durant la qual es va materialitzar la integració del Partit Socialdemòcrata Jueu de Galítsia al Bund. A la conferència va esclatar una disputa sobre si el partit havia d'unir-se a la Internacional Comunista. A la convenció es va aprovar una resolució majoritària que demanava l'entrada del partit a la Internacional Comunista, però mai es va implementar. Com a resultat, el Bund polonès es va dividir, amb una quarta part del mateix abandonant el partit per formar el Bund comunista el 1922, que un any després es fusionaria amb el Partit Comunista de Polònia.

## Fusió amb els grups de Wilno
La branca del Bund a Wilno (actual Vílnius) es va dividir, com havia ocorregut amb la branca polonesa, de la resta del Bund rus el 1920, amb un grup majoritari d'esquerres i un grup minoritari més dretà. L'últim estava associat al Bund socialdemòcrata rus. Tots dos grups es van mostrar reticents a unir-se al Bund polonés, fins i tot després que fóra evident que Wilno formaria part integrada de l'estat polonés. El Bund socialdemòcrata de Wilno desconfiava del Bund polonés per la seua apertura al Komintern, afirmant que el Bund polonés havia deixat de ser una organització socialdemòcrata.
El 1923, ambdues faccions del Bund de Wilno es van intregrar al Bund polonés com a organització local unida del partit.

## Participació electoral
Contràriament als altres partits jueus, el Bund advocava per una cooperació electoral amb altres socialistes, i no només entre partits jueus o amb altres partits minoritaris (a l'aliança electoral "Bloc de Minories Nacionals"). Des d'aquelles posicions, Agudat Israel, Folkspartei i els diferents partits sionistes estaven representats al Sejm, però el Bund no ho va fer mai, sobretot perquè el seu potencial soci, el Partit Socialista Polonès (PPS), es va mostrar reticent a aparéixer com a partit pro-jueu.
El partit va obtindre 81.884 vots (0,9%) a les eleccions al Sejm de 1922, aproximadament 100.000 (0,7%) a les eleccions al Sejm de 1928 i 66.699 a les eleccions al Sejm de 1930, en gran part manipulades.
A la tardor de 1933, el partit va fer una crida al públic polonés per boicotejar els productes d'Alemanya, en protesta pel règim de Hitler.
Al desembre de 1938 i gener de 1939, a les últimes eleccions municipals poloneses abans de l'inici de la Segona Guerra Mundial, el Bund va rebre el major segment del vot jueu. A 89 ciutats, un terç va elegir majories del Bund. A Varsòvia, el Bund va guanyar el 61,7% dels vots emesos per als partits jueus, ocupant 17 dels 20 escons del consell municipal guanyats pels partits jueus. A Łódź, el Bund va guanyar el 57,4% (11 dels 17 escons guanyats pels partits jueus). Per primera vegada, el Bund i el PPS havien acordat cridar els seus electors a votar-se mútuament quan només un d'ells presentava una llista. Tanmateix, l'acord no va arribar tan lluny com per fer llistes electorals comunes. L'aliança va fer possible una victòria electoral d'esquerra a la majoria de grans ciutats: Varsòvia, Łódź, Lwów, Piotrkow, Cracòvia, Białystok, Grodno, Wilno.
Després dels èxits electorals municipals el desembre de 1938 i el gener de 1939, el Bund esperava un avanç important a les eleccions parlamentàries previstes al setembre de 1939, però van ser cancel·lades de facto per la invasió germano-soviètica.

## Organització

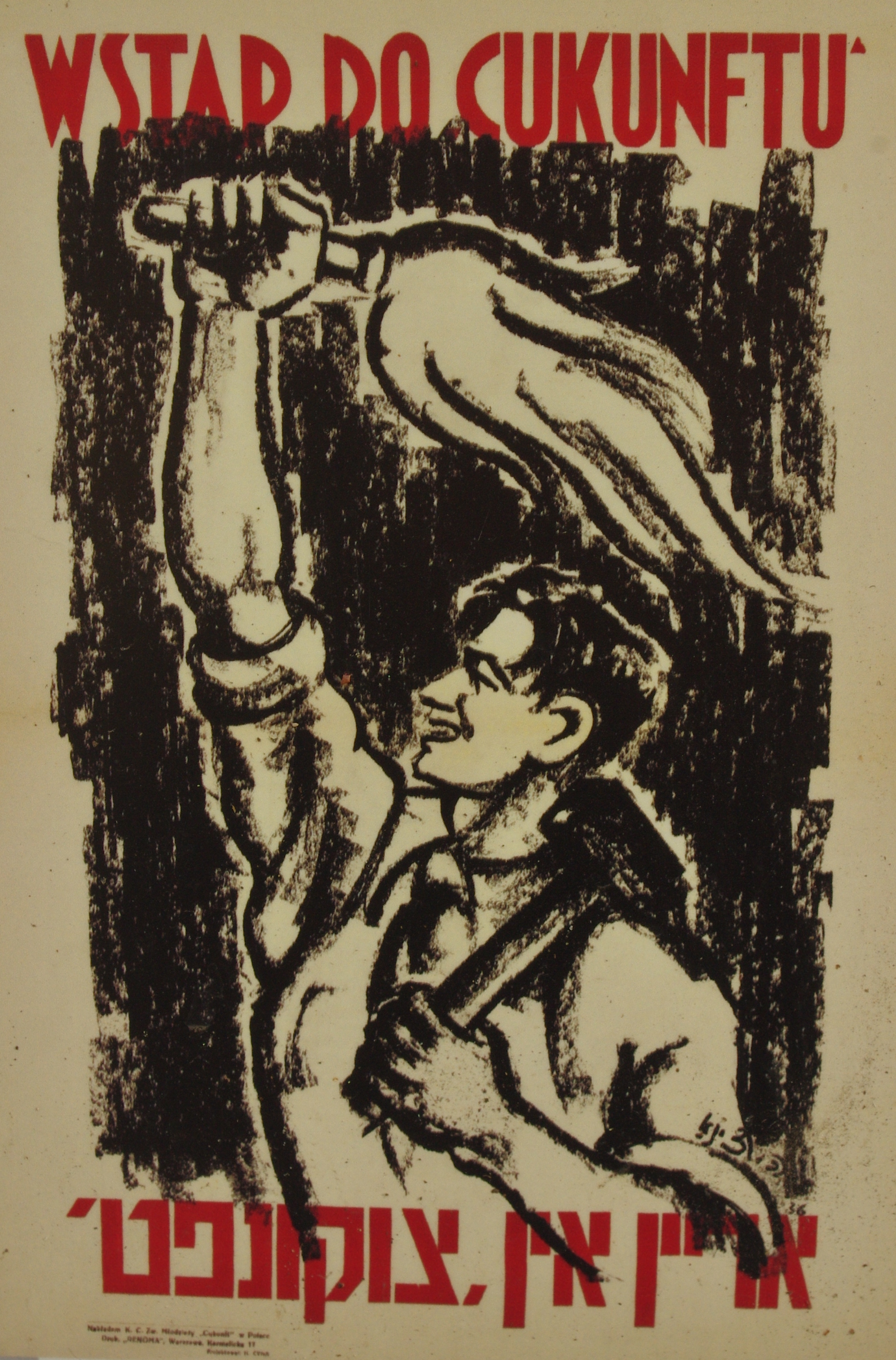
Cartell del Morgnshtern, organització esportiva vinculada al Bund.

L'organització del partit es basava en grups locals i regionals, que formaven el nivell més baix de les cèl·lules del partit. Cada grup tenia la seua comissió local del partit. La màxima autoritat del Bund residia en el Congrés del Partit, que elegia el Comité Central i el Consell del Partit, un grup assessor. El Comité Central estava format per delegats designats pels partits locals més grans.
L'any 1929 es va modificar l'organització del partit. El Consell del Partit va ser substituït pel Consell Principal, que encara estava organitzat pel Congrés del Partit, però ara els membres del Consell eren seleccionats entre els membres del Comitè Central.
El 1921, els sindicats afiliats al Bund es van unir a la Comissió Central de Sindicats de Classe —KCZZ, el consell rector de la Unió d'Associacions Professionals—ZSZ, l'organització paraigua dels sindicats afins al Partit Socialista Polonés. Tanmateix, tot i que formaven part de la KCZZ, els sindicats del Bund no formaven part de la ZSZ.
El bund va disposar d'un moviment juvenil afí, el Sotsyalistisher Kinder Farband, creat el 1926. A més de les dirigides a infants i joves, hi hagueren organitzacions bundistes d'esports i cultura. A més de l'SKIF, hi hagué el Tsukunft, la Tsentrale Yidishe Shul Organizatsye, la Yidisher Arbeter Froy femenina, la Kultur lige i el Medem Sanatorium, que devia el seu nom al militant Vladimir Davidovich Medem.
En l'àmbit esportiu, a finals del 1926 es va crear el Morgnshtern, si bé anteriorment ja existien organitzacions afins des d'inicis de la dècada. El primer congrés del Morgnshtern, del 1929, va reunir delegrats que representaven uns 4.000 membres.
El partit va ser membre de la Internacional Laborista i Socialista entre setembre de 1930 i 1940.

## Posició davant l'emigració
A Polònia, els activistes del Bund van argumentar que els jueus haurien de quedar-se al país i lluitar pel socialisme en lloc d'emigrar. Marek Edelman va declarar en una ocasió: "Els bundistes no esperaven el Messies, ni planejaven marxar cap a Palestina. Creien que Polònia era el seu país i lluitaven per una Polònia justa i socialista, en la qual cada nacionalitat tinguera la seua pròpia autonomia cultural i en la qual els drets de les minories estarien garantits." Quan el líder sionista revisionista Vladimir Jabotinsky va fer una gira per Polònia instant a l'evacuació dels jueus europeus, els bundistes el van acusar d'encoratjar l'antisemitisme. Un altre partit jueu iddidista no sionista de l'època a Lituània i Polònia va ser el Folkspartei.

## Segona Guerra Mundial

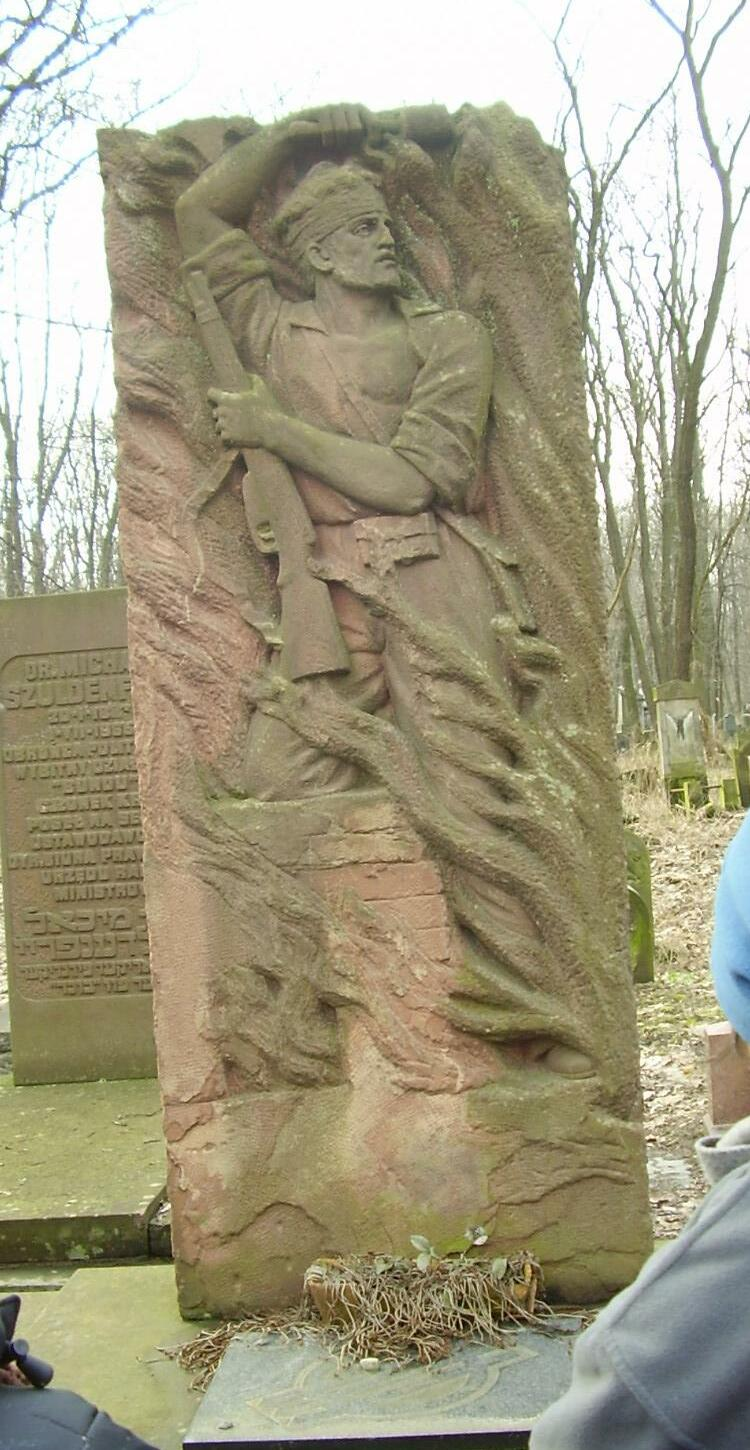
Monument al Bund al cementiri jueu de Varsòvia

El 26 d'agost de 1939, el partit va signar la declaració conjunta dels partits socialistes a Polònia, demanant que el poble lluitara contra el nazisme (entre altres signants s'hi incloïen el Partit Socialista Obrer Alemany de Polònia).
Després de la invasió germano-soviètica de 1939, el Bund va continuar operant com una organització clandestina antinazi a la Polònia ocupada pels alemanys. Diversos líders i estructures del Bund es van quedar a la Polònia ocupada pels soviètics i van suportar la repressió estalinista. Dos dels líders més eminents del Bund, Wiktor Alter i Henryk Ehrlich van ser executats el desembre de 1941 a Moscou per ordre de Stalin acusats de ser agents de l'Alemanya nazi.
El 1942 el bundista Marek Edelman es va convertir en cofundador de l'Organització de lluita jueva que va dirigir l'Aixecament del Gueto de Varsòvia de 1943, i també va formar part del moviment de resistència polonès Armia Krajowa, que va lluitar contra els alemanys a l'aixecament de Varsòvia del 1944.
Des del març de 1942, Samuel Zygelbojm, membre del Comitè Central del Bund des de 1924, va ser el representant del Bund al Consell Nacional del govern polonés a l'exili a Londres. Es va suïcidar el 12 de maig de 1943 per protestar contra la indiferència dels governs aliats davant la Shoah. L'escó de Zygielbojm al parlament de l'exili polonés va ser assumit per Emanuel Scherer.

Tanmateix, com va escriure més tard un bundista resistent, la situació era diferent entre el govern a l'exili i el Consell Nacional de Polònia dins de Polònia, fins i tot el juliol de 1944:
El Consell Nacional clandestí de dins del país estava format per quatre partits, el PPS, el partit Camperol, els Nacionaldemòcrates i els Demòcrates Cristians. Els grups estaven representats al parlament de Londres a l'exili. També ho va ser el Bund, representat primer per Artur Ziegelboim i després per Emanuel Scherer. Però a Polònia el Consell Nacional no acceptaria un representant del Bund.

## Després de la Segona Guerra Mundial

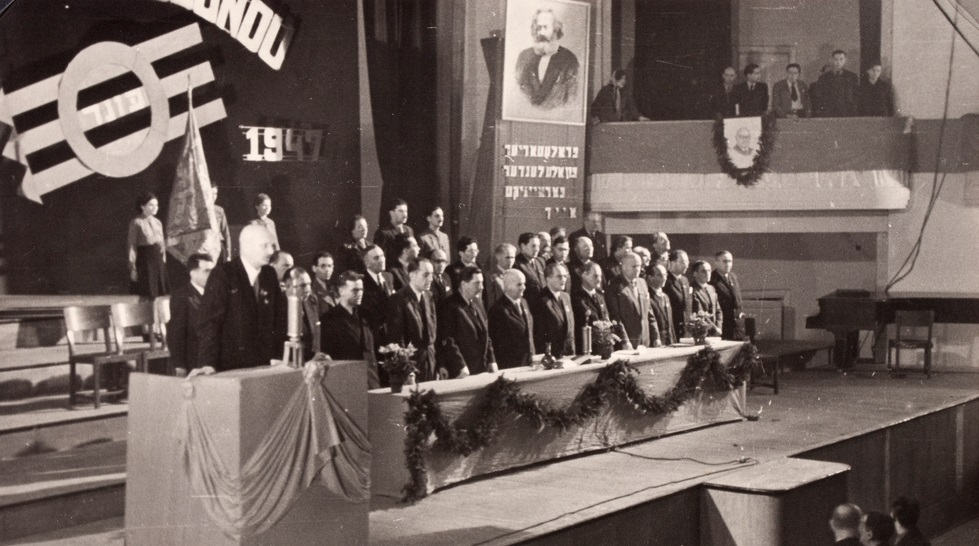
Celebració dels cinquanta anys del Bund, 15 de novembre de 1947

Després del final de la Segona Guerra Mundial, el Bund es va reorganitzar a Polònia. Mentre els sionistes van organitzar l'emigració massiva a Palestina després de la guerra, el Bund va posar les seues esperances en un desenvolupament democràtic a Polònia. Per aquelles dates, el partit tenia entre 2.500 i 3.000 membres. Al voltant de 500 vivien a Łódź. Michal Shuldenfrei era el president del Bund, i el doctor Shloyme Herschenhorn el vicepresident. Salo Fiszgrund va ser el secretari general, assistit per Jozef Jashunski. El partit tenia branques en funcionament a Varsòvia, Łódź i Wrocław. La formació disposava de tres publicacions, Folkstsaytung, Yungt veker i Głos Bundu (publicat en polonés).
El Bund va començar a crear diverses cooperatives de productors. Juntament amb els comunistes jueus, el Bund va ser actiu en la promoció dels jueus polonesos per establir-se en zones de Silèsia que abans eren territoris alemanys.
Les activitats antisemites van continuar a Polònia després de la guerra, i a Łódź (el principal centre de població jueva a la Polònia de la postguerra) el Bund va conservar una estructura de milícies amb un arsenal secret.
El Bund va participar en les eleccions poloneses de gener de 1947 amb una candidatura conjunta amb el Partit Socialista Polonés (PPS) i va obtenir el primer i únic escó al Sejm de la història, ocupat per Michal Shuldenfrei (ja membre del Consell Nacional de l'Estat des de 1944), més diversos escons als consells municipals.
El 1948 uns 400 membres del Bund van abandonar Polònia il·legalment. El Bund es va dissoldre, juntament amb tots els altres partits no comunistes, el 1948 després de la consolidació del govern unipartidista pel Partit dels Treballadors Units de Polònia. Schuldenfrei va ser expulsat del Parlament dirigit pels comunistes.
L'any 1976, Marek Edelman, antic activista bundista i líder durant l'aixecament del gueto de Varsòvia, va passar a formar part del Comitè de Defensa dels Treballadors, i més tard a formar part del moviment sindical Solidaritat. Durant el període de la llei marcial el 1981, va ser internat. Va participar en les converses de la Taula Rodona i va ser diputat del 1989 fins al 1993.